# 太阳岛 (哈尔滨)
45°47′28″N 126°35′24″E / 45.7910°N 126.5900°E

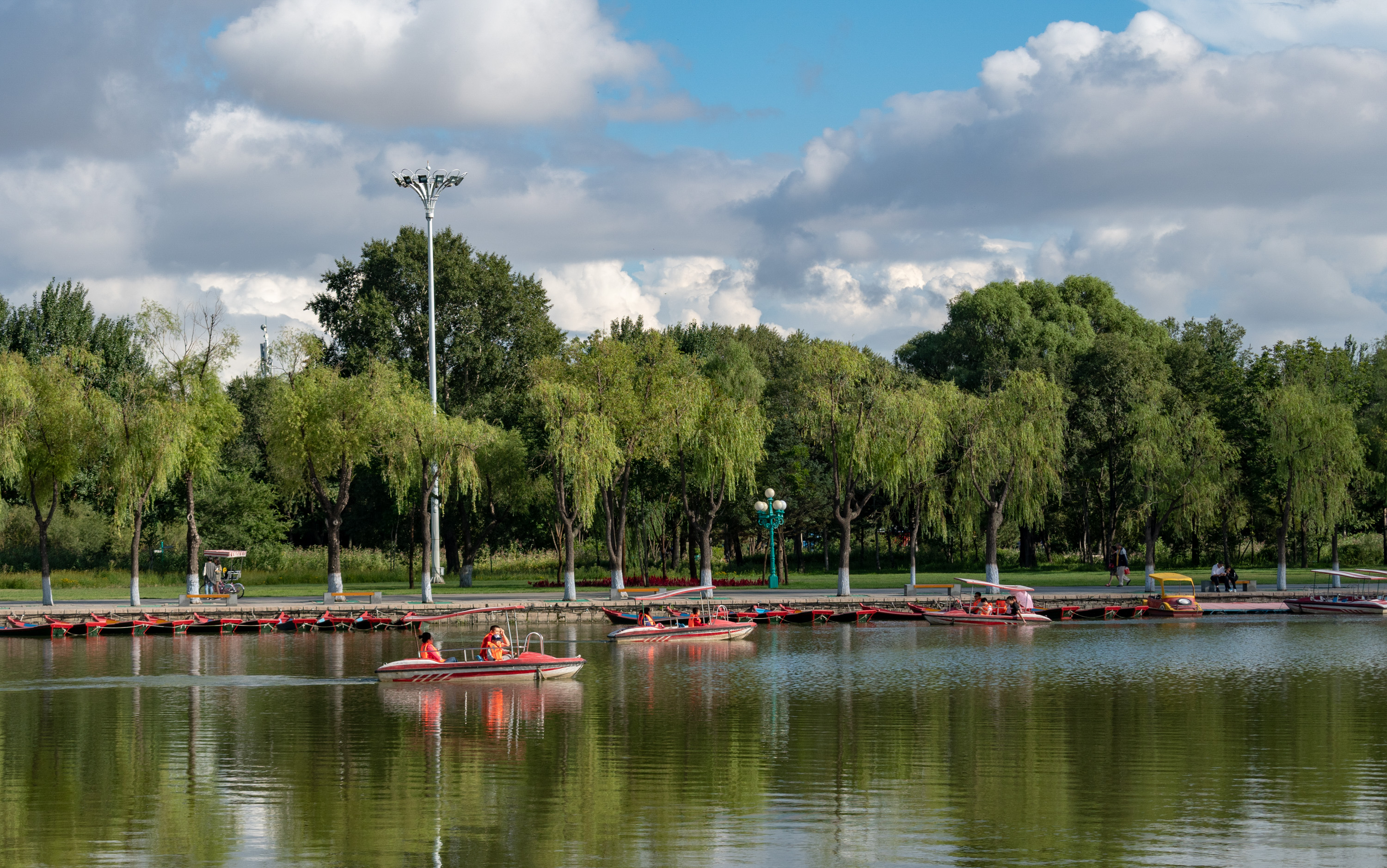
太阳岛公园景区

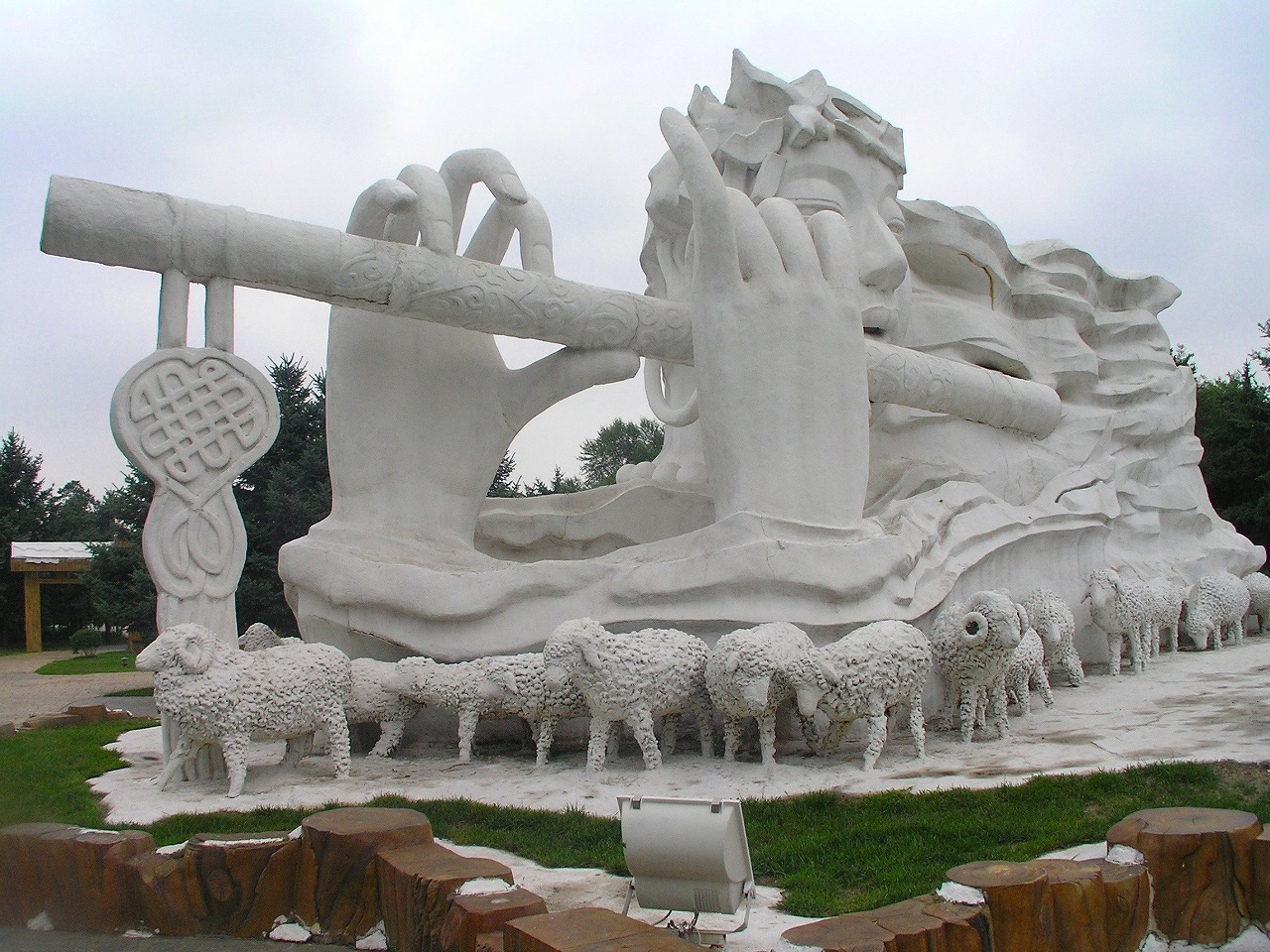
太阳岛公园景区

太阳岛是黑龙江省哈尔滨市松花江中的一个河岛，位于哈尔滨市新旧城区之间，总面积为88平方公里，其中规划面积为38平方公里，外围保护区面积为50平方公里，分为东区、中区和西区。太阳岛是国家级风景名胜区、国家湿地公园和国家水利风景区，为国家旅游局评定的中国国家5A级旅游景区和中国目前最大的城市沿江生态区。
太阳岛是一处由大面积的湿地景观、欧陆风情、冰雪文化、民俗文化等资源构成的具有休闲、观光、娱乐、科普教育、度假等功能为一体的风景名胜区。

## 简史
关于太阳岛名字的起源，有以下说法：
- 太阳岛是从满语鳊花鱼的音译演变而来，满语对鳊花色有三种叫法：一是普通鳊花称“ᡥᠠᡳᡥᡡᠸᠠ (haihūwa, 海花)”，一是黑鳊花称“ᡶᠠᠯᡠ(falu, 法卢)”，还有一种圆鳊花称为“太宜安”，与“太阳”十分相似。即太阳岛的“太阳”是“鳊花鱼”之意。[原創研究？][來源請求]
- 说岛内坡岗全是洁净的细沙，阳光下格外炽热，故称太阳岛。[2]

20世纪初随着中东铁路的兴建，许多外国侨民相继来到哈尔滨，俄语将太阳岛称作。他们发现地势高低起伏、河道纵横如网的太阳岛是一个避暑的好地方，于是纷纷到这里修建别墅。这些侨民携带家眷，在此“野餐、野游、野浴”。这些充满异国情调的生活习俗，成为太阳岛乃至整个哈尔滨特有的一种文化现象，被称为太阳岛早期的“三野”风情。这些习俗和风情甚至一直影响到今天哈尔滨市民的普通生活。
1964年，太阳岛风景区正式成立，1989年被命名为黑龙江省级风景名胜区，2002年被中国国家旅游局评定为中国国家4A级旅游景区。

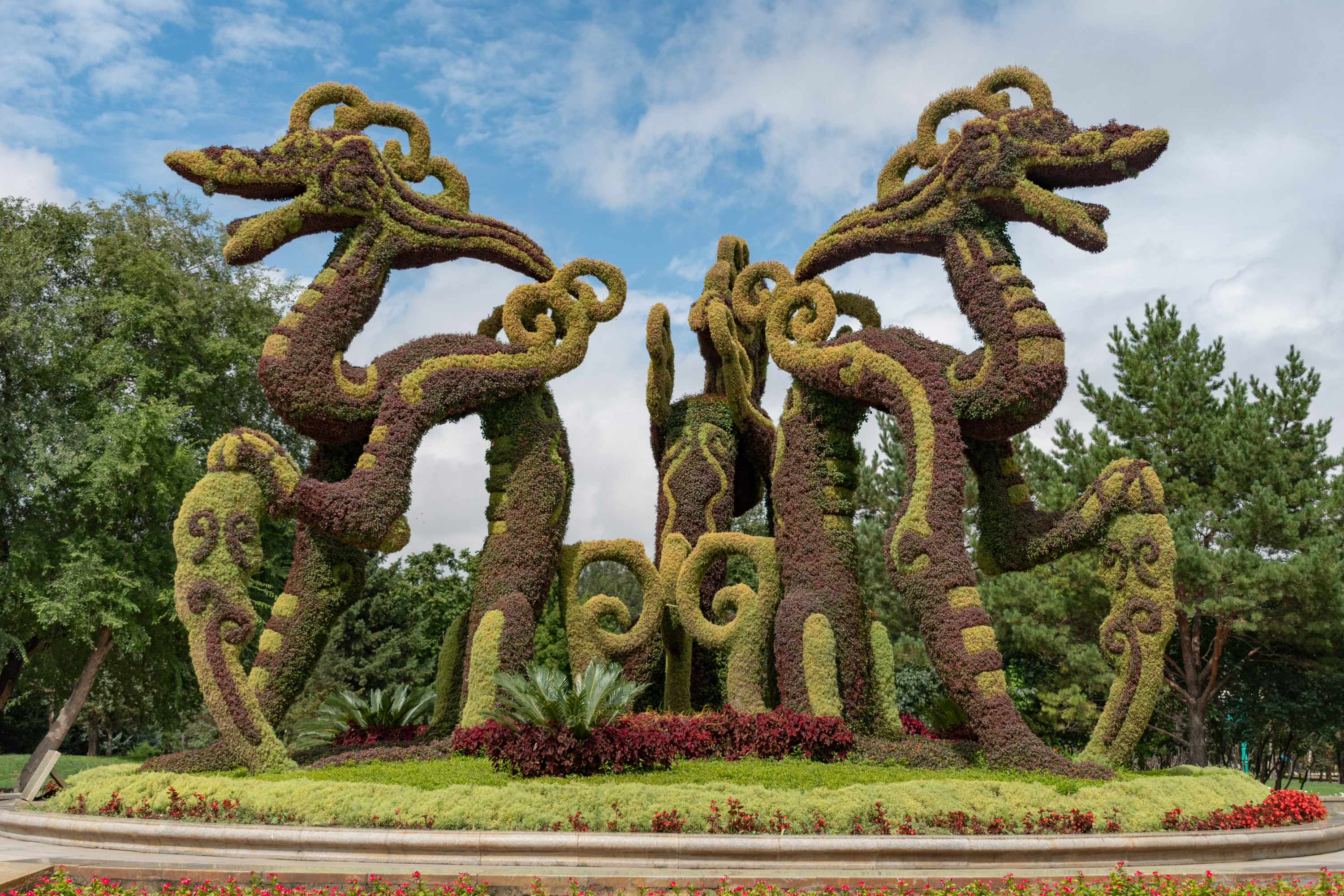
太阳岛风景区的花坛

20世纪末，在中国东北地区经济发展缓慢、“东北现象”爆发的大背景下，太阳岛旅游业也受到影响。同时，景区环境受到严重破坏，昔日人们心目中的太阳岛形象已荡然无存，曾经出现“游览太阳岛是一种遗憾”的说法。
因此，2003年到2005年期间，哈尔滨市委、市政府以“重塑太阳岛旅游品牌、打造生态城市”为目标，投资5.5亿元人民币，对太阳岛进行大规模综合整治改造，新增了太阳门、松鼠岛、鹿苑、阳光沙滩等景区、景点，功能定位由过去的度假疗养区转化提升为国家风景名胜区。三期改造工程位于太阳岛西部，总规划面积约40万平方米，主要包括“水阁云天”景区、花卉园景区和雪博会展区。三期改造工程突出“绿肺”功能，通过造岛、增绿、动物保护，使太阳岛初显生态效果。
2006年，太阳岛风景区举办了长春亚洲冬季运动会火炬传递接力、中国俄罗斯友好年中俄青年友好联欢等活动。2008年北京奥运会哈尔滨市火炬接力的终点也设在太阳岛。
2007年5月，太阳岛风景区被中国国家旅游局评定为中国国家5A级旅游景区；11月，太阳岛风景区获得中国“国家旅游名片”称号。

## 太阳岛公园景区
太阳岛公园是太阳岛上最主要的景区。园内有天鹅湖、太阳瀑、水阁云天、松鼠岛等景观，是娱乐和休闲的最佳场所。

### 太阳石

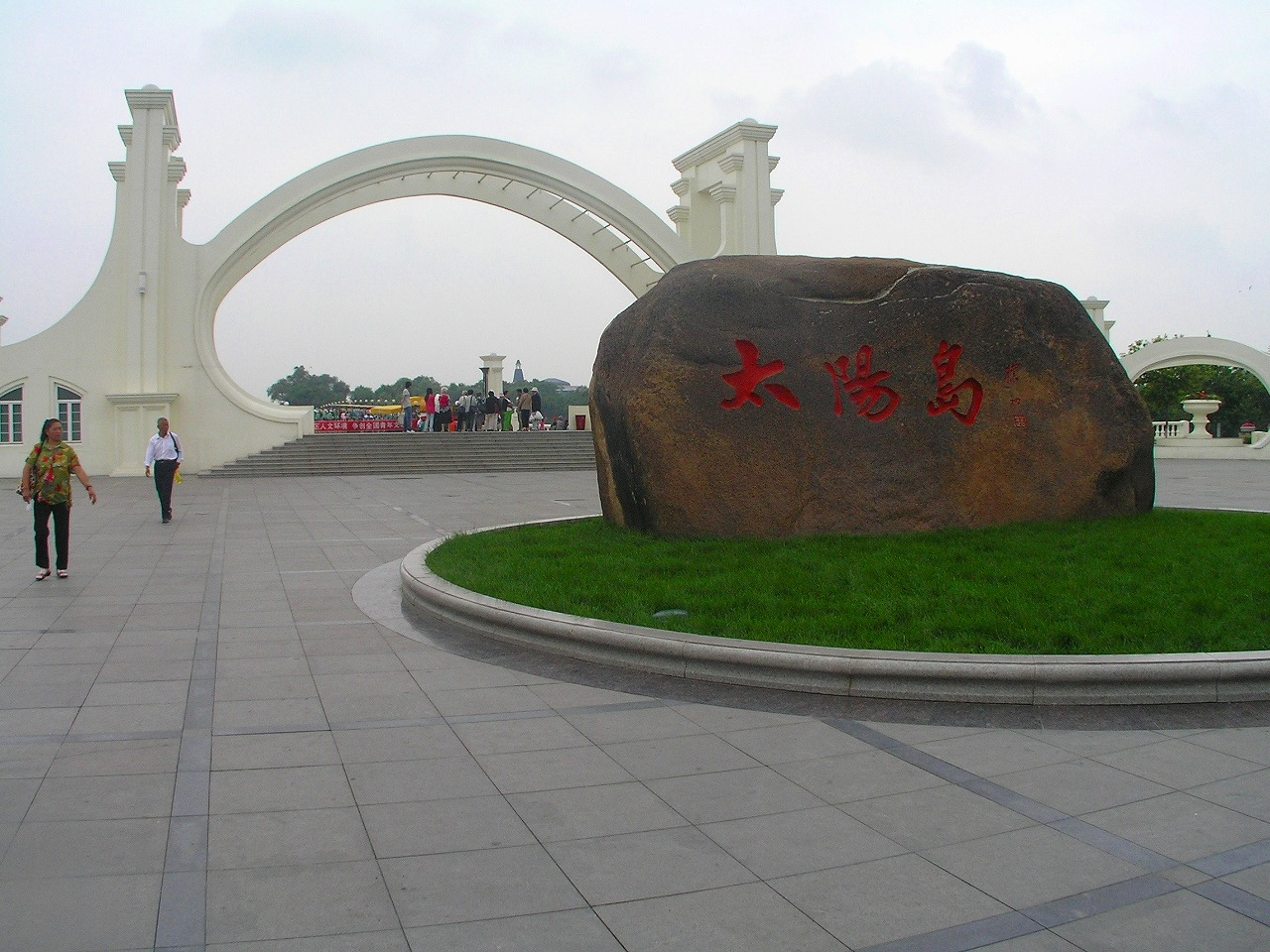
太阳石

1979年，由作曲家王立平创作著名歌唱家郑绪岚演唱的一曲《太阳岛上》让太阳岛名扬海内外。当年来太阳岛观光旅游者骤增，当游人乘舟登岛后，都要问：“太阳岛在哪里？”于是太阳岛风景区建设指挥部决定立一块石碑以示游人。当年他们从红太阳展览馆（现在的黑龙江省展览馆）运来一块石碑，立在米尼阿久尔西餐厅旁边并刻上“太阳岛”三个字。
在太阳岛综合整治三期改造工程期间，哈尔滨市文联组织众多的文学艺术家寻找一块与太阳岛浑然一体的巨石，最终选定今天的“太阳石”，石上“太阳岛”是由著名书法家赵朴初先生于1984年为哈尔滨日报太阳岛文学副刊题写“太阳岛”刊头时所题写的三字。

### 水阁云天

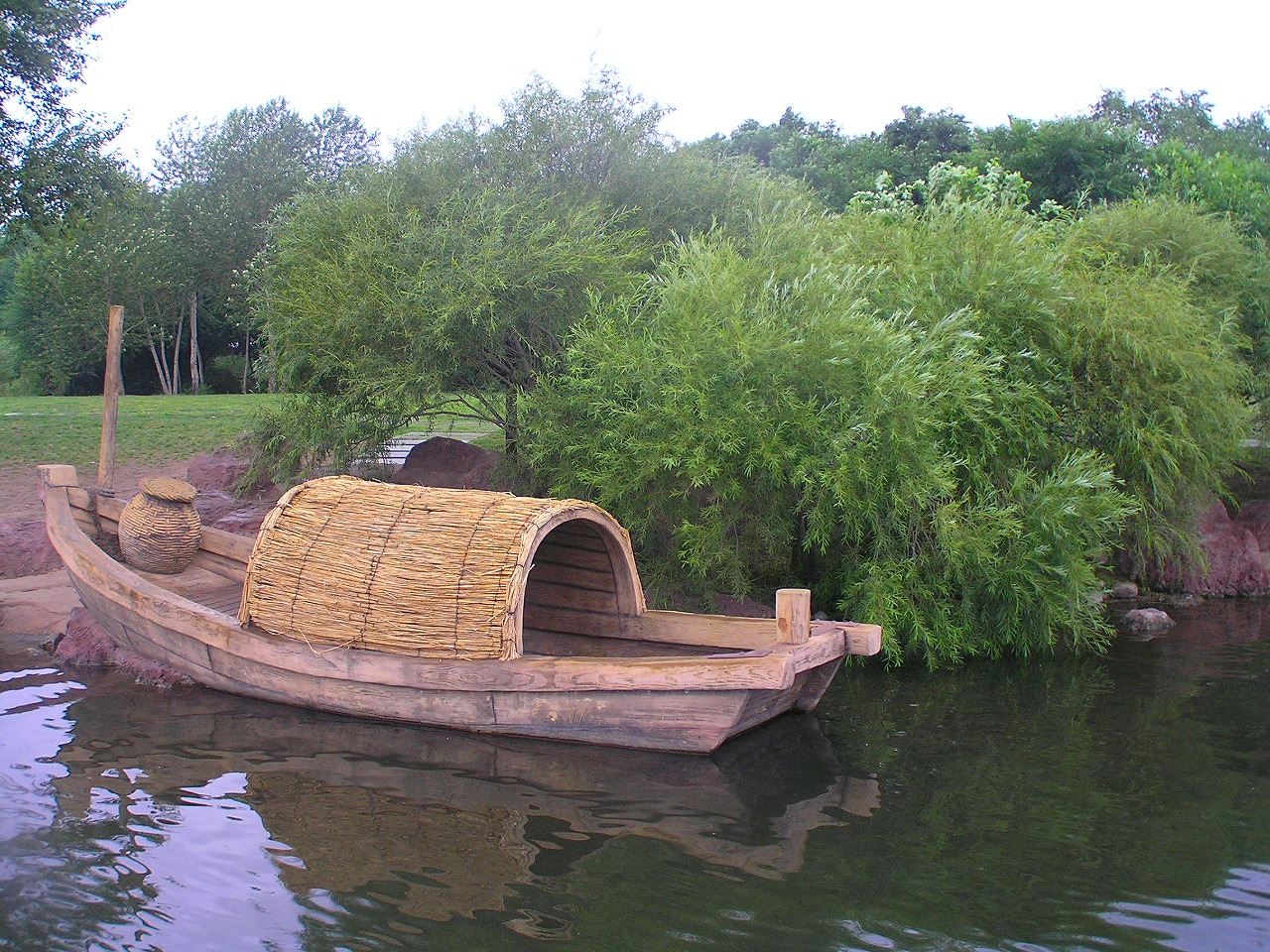
做水阁云天的主要的景观是柳和白桦

水阁云天是太阳岛公园内最为经典的景观之一，建于1980年，1981年完工，主景面积1515平方米。“水阁云天”四字由黑龙江省原省长陈雷题写。在2005年的三期改造工程中，水阁云天景区由中式风格改造为欧式风格。
“水”即太阳湖，为人工湖，是由哈尔滨市市民在1980年五一劳动节期间义务劳动挖出的。挖出的土方堆积形成了太阳岛内另外一处重要景观——太阳山。“阁”采用现代园林造景手法，融合欧式建筑风格，依水建成长廊、连廊、方阁三个部分。方阁为两层，有54个黑色贴面大理石柱。

### 松鼠岛
松鼠岛，顾名思义，岛上散养着人工驯化的松鼠近2000只。2006年6月，太阳岛公园又从辽宁省山区新引进600余只松鼠，使得岛内的松鼠数量进一步增加。目前是黑龙江省最大的松鼠观赏、驯养和科普基地。
松鼠岛占地面积约2.4万平方米，位于太阳岛风景区围堤内北部，四面环水、地势起伏，由三个小岛组成，小岛之间以仿木栈桥连接，周边设置了防止松鼠逃逸的玻璃围墙。岛内树木丰茂，一些树上搭建木制的松鼠窝，遍于松鼠栖息。此外，岛上还有很多孔洞式园林小品和大型拟木、拟石景观。

### 鹿苑
鹿苑占地面积6.2万平方米，建有2700平方米的人工湖，放养着人工驯养的梅花鹿30余只。苑内有一座欧式建筑风格的宣教馆，设有鹿文化、鹿科技、自然馆、鹿产品展销等四个展区。

### 太阳瀑

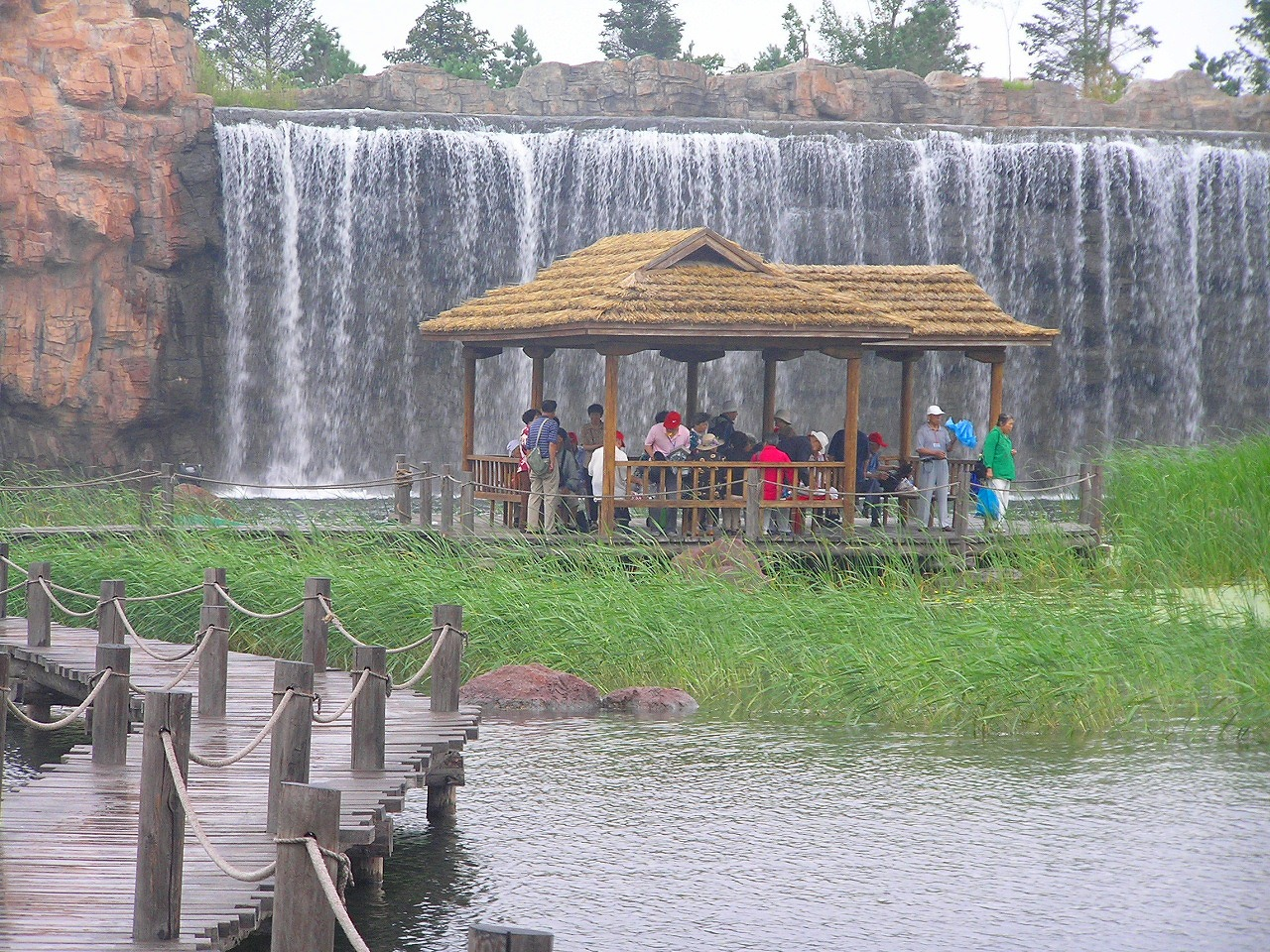
太阳瀑布和亭子

太阳瀑占地面积约1.5万平方米，长132米，高7米。太阳瀑是太阳岛综合整治三期改造工程新增的人造景观，原址为哈尔滨市第三中学外语部所在地。瀑布山洞内有长廊和仿自然的溶洞。

### 新潟友谊园

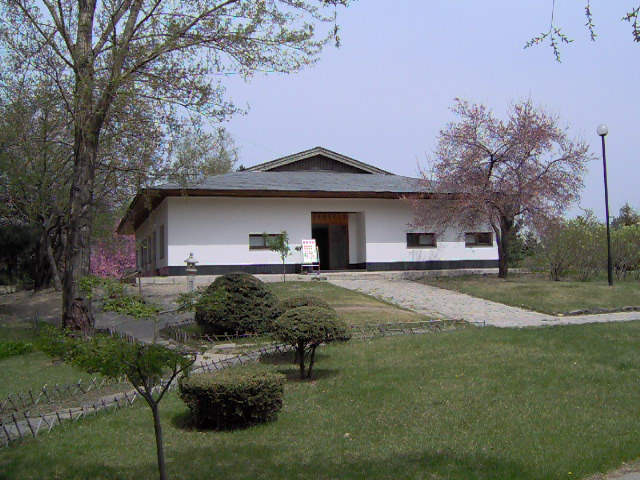
新潟友谊园

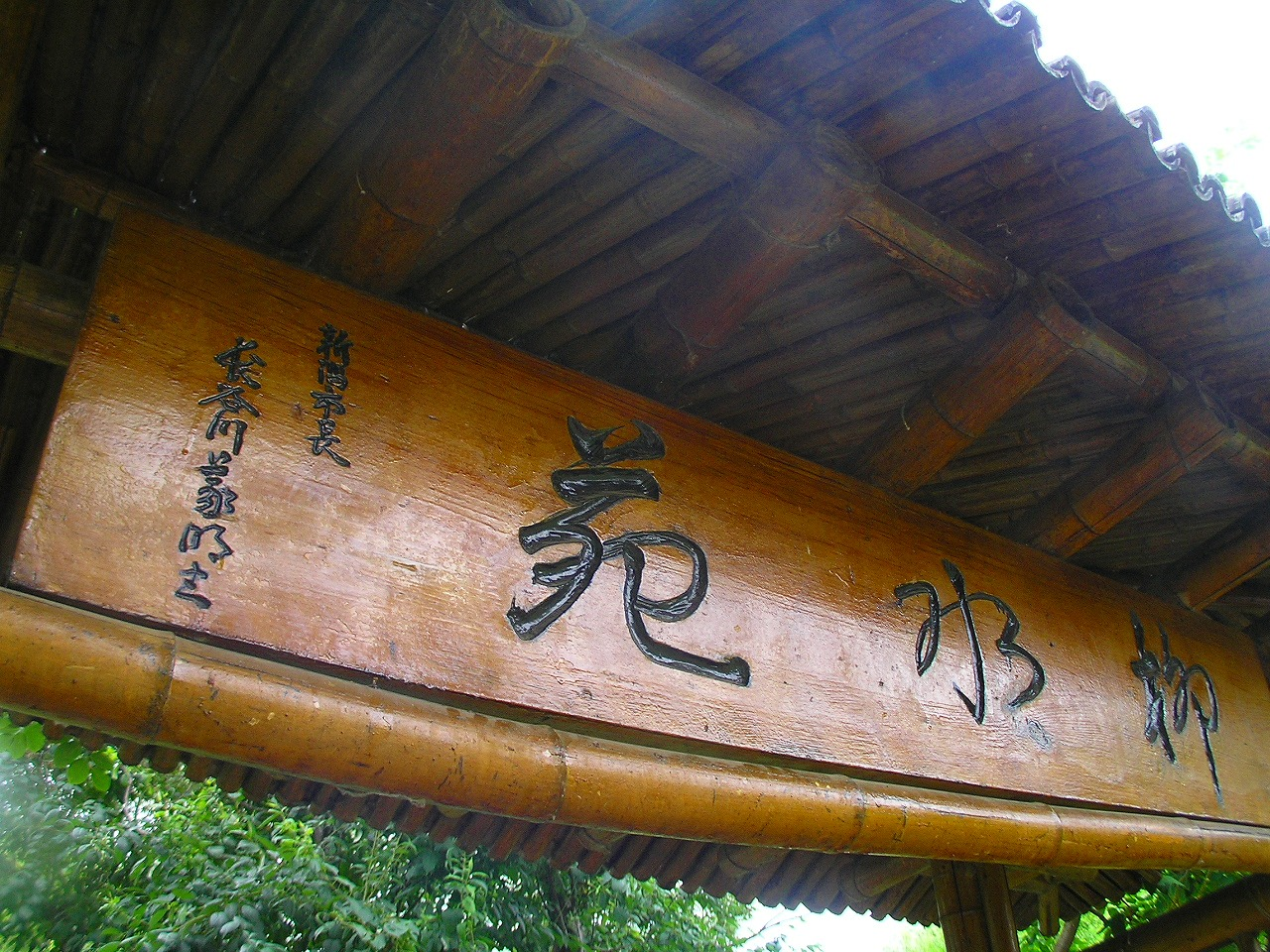
作为姊妹城市的新潟市长的名被刻

新潟友谊园，原名日本园，是为纪念中国哈尔滨、日本新潟两市缔结友好城市十周年而建，于1989年9月1日正式落成对外开放。该园占地面积4.2万平方米，是典型的回游式日本庭园。
园中有一座日式建筑风格的中日友好纪念馆，馆内有日本风格的展厅、水屋、茶室、和室、地铺榻榻米等。园中设有一些仿日本著名景观修建的小景观，如曲桥（仿白山公园的木制异形桥）、葫芦池（象征日本海）、万代桥（新潟市的象征）等，此外还有人工溪流、假山、日式凉亭、洗手钵、井户、石灯等小作品。园中草坪中矗立着中日友好纪念碑。

### 天鹅湖

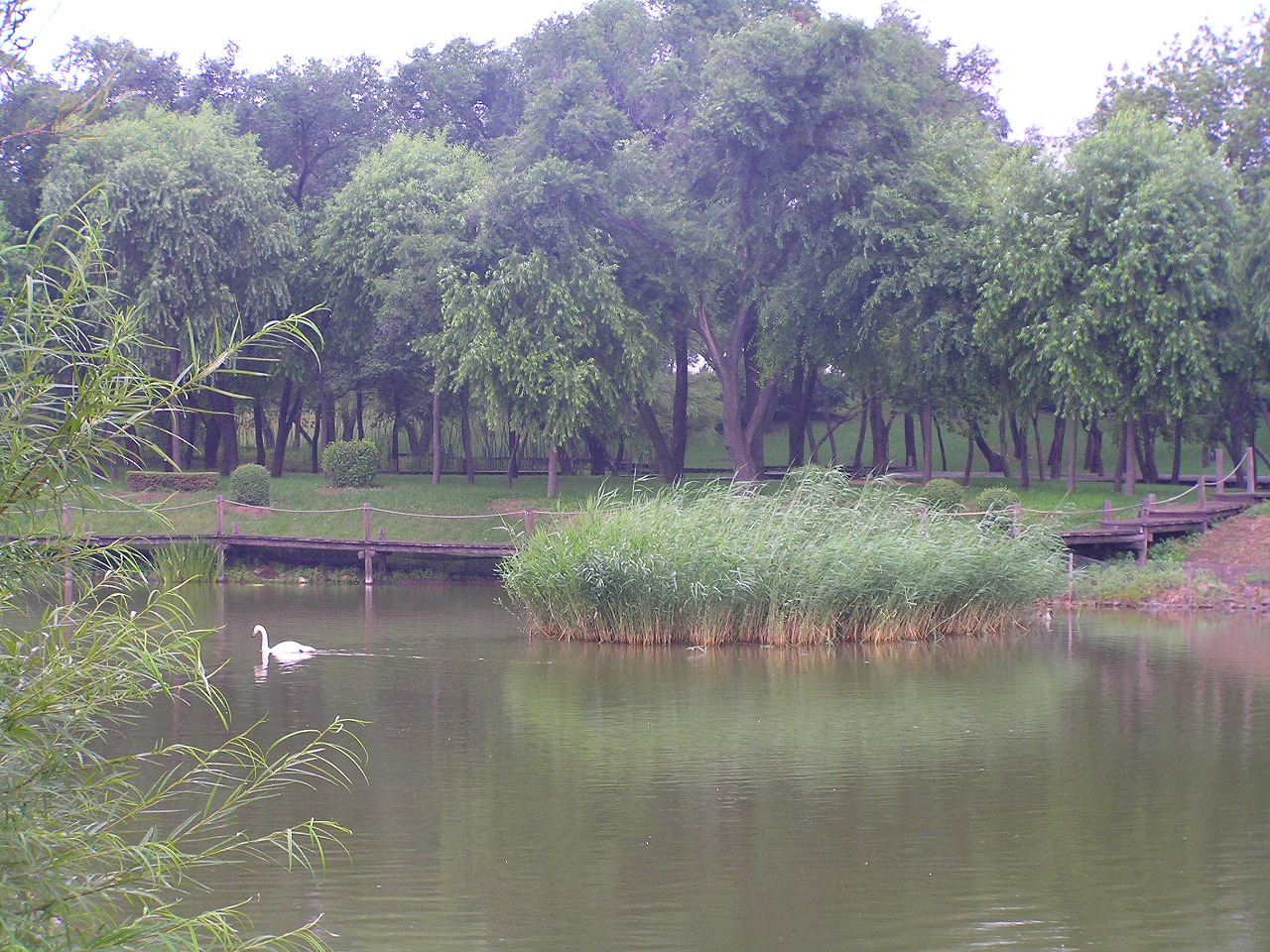
天鵝湖

位于太阳岛公园的北部，占地面积1.2万平方米，由湿地和芦苇构成。利用原有的地势和植被，为天鹅营造栖息环境。湖内主要散养黑天鹅、大天鹅、小天鹅、飞鸭、灰雁等。经二三期改造后，天鹅湖的面积进一步扩大，天鹅数量也增多。

### 花卉园
花卉园占地7万平方米，是中国东北地区规模最大的花卉基地，共栽植39个品种，12种色调的20余万株花卉。该园的设计借鉴加拿大布查得花园的造园风格，花卉园由北至南，按顺时针方向，依照黄道十二宫划分为12个花苑。

### 丁香园
丁香园建于1996年，占地1.2万平方米。丁香花为哈尔滨市市花，在哈尔滨的花期一般为5月到7月。在丁香园内栽有12个品种上千株丁香，其中有紫丁香、白丁香、暴马丁香、北京丁香、红丁香、小叶丁香、辽东丁香、什锦丁香等。同时为了给太阳岛上的鸟类创造良好的生活条件，丁香园中还筑有鸟巢100多个。

### 冰雪艺术馆
冰雪艺术馆建于2000年，是大连冷冻机股份有限公司与太阳岛风景区管理处共同投资建成的，占地5000平方米。馆内净高7米，内有冰景100余件，是目前世界上规模最大的室内冰雪艺术场馆。馆内冰景以松花江天然冰和人工雪为材料。2007年年初，冰雪艺术馆进行了为期两个多月的重新装修、艺术灯饰布设和冰雪景观重新雕制，总用冰量达到6000立方米。

### 东北抗联纪念园
位于太阳岛围堤内靠近东部地域，为纪念东北抗日联军修建，如今已成为中国东北地区最大的抗日战争教育和纪念基地。纪念园面积为3.6万平方米，再现白山黑水间的抗日战场。

### 避雨长廊

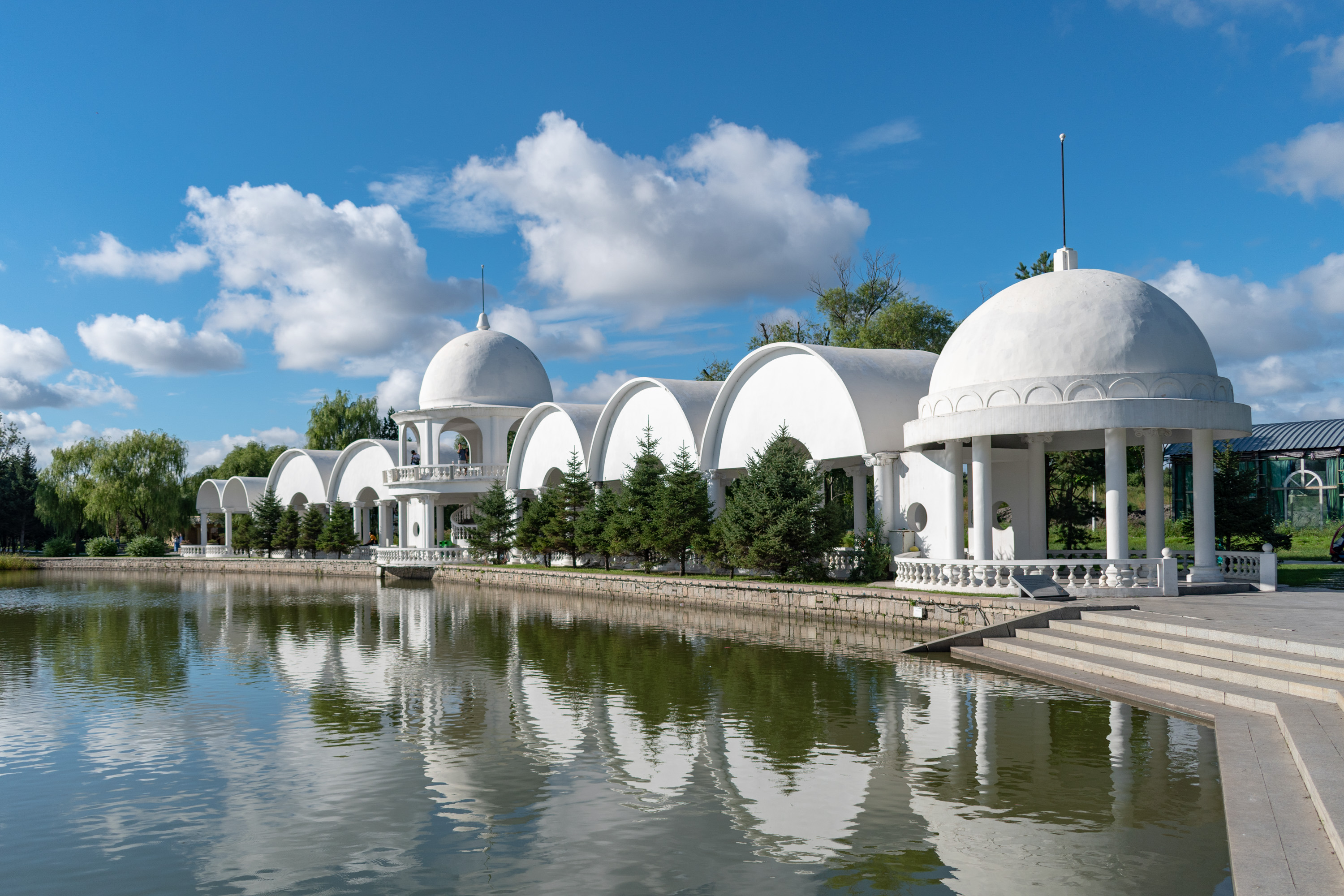
避雨长廊

避雨长廊面积320平方米，建筑以白色为基调，欧式风格。位于太阳湖边，与水阁云天相呼应。

### 雪雕艺术园
雪雕艺术园在公园内芳翠园原址上建设，占地面积3000余平方米。通过汉白玉等白色建筑材料仿制雪雕。

### 俄罗斯展馆
俄罗斯艺术展览馆位于公园内东北部，使用面积1742平方米，展览馆建筑及周边园林环境均为俄罗斯风格，藏品4000余件，展品1200余件，主要为刘明秀先生的收藏，是中国目前最大的私人收藏展览馆。

### 北方民艺精品馆
北方民艺精品馆由哈尔滨摄影师、桦皮工艺画大师刘恒甫创办，刘恒甫自筹300万元人民币开馆，每年投入100万元人民币作为展馆的养护资金，艺术品主要包括刘恒甫收集的中国雕塑大师于庆成的作品、木雕、白桦艺术、泥雕、北方综艺、萨满文化、俄罗斯和鄂伦春象牙雕等。

### 于志学美术馆
于志学美术馆是于2003年由哈尔滨市政府为表彰于志学为哈尔滨冰雪文化所做的巨大贡献，为于志学先生建立的哈尔滨市第一座个人美术馆，于志学先生是黑龙江省画院荣誉院长、中国美术家协会理事、著名国画家，是冰雪山水画创始人、冰雪画派领军人。美术馆由两栋欧式风格建筑组成，与俄罗斯风情小镇和罗马花园相邻并互相依托。美术馆共分三层，占地面积约1100平方米，建筑面积约3900平方米。美术馆二期工程时将对美术馆外形及周围环境进行改造，增加相应的功能和配套设施，使之更符合现代化美术馆的要求。

### 俄罗斯风情小镇
俄罗斯风情小镇位于太阳岛风景区南部，紧邻松花江，与中央大街和斯大林公园遥相呼应，占地面积10万余平方米。由松花江南岸哈尔滨老城区抵达小镇乘船需10分钟，开车大概20分钟。整个小镇由27座彰显20世纪初纯朴的俄罗斯风格的别墅、民宅构成。这些建筑按照原有的俄式风格加以相应的维修，最大限度低保持原貌。

## 其他主题公园或景区
冬季的太阳岛是冰雪大世界、太阳岛国际雪雕艺术博览会等冰雪活动的主办地。

### 冰雪大世界

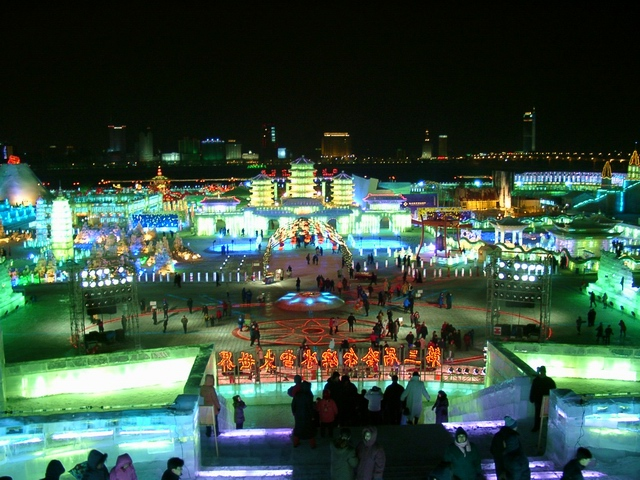
冰雪大世界

哈尔滨冰雪大世界是一个以冰雕、雪雕景观为主的主题公园，是哈尔滨国际冰雪节的组成部分之一。哈尔滨冰雪大世界始创于1999年，后寻址于松花江北岸太阳岛西区，与太阳岛国际雪雕艺术博览会，兆麟公园冰灯艺术博览会，尚志公园香坊彩灯大世界一起成为哈尔滨冬季旅游的亮点。

### 太阳岛国际雪雕艺术博览会
太阳岛国际雪雕艺术博览会，简称“雪博会”或“太阳岛雪博会”，是中国雪雕艺术的发源地，是哈尔滨国际冰雪节的重要组成部分，也是哈尔滨冬季旅游的最大亮点之一。太阳岛雪博会与冰雪大世界、兆麟公园冰灯艺术博览会并称哈尔滨国际冰雪节的三大景观。由于每年雪博会的展出周期长（60-70天），质量高，规模大，所以号称“世界上最大的冰雪狂欢嘉年华”。

### 黑龙江省科学技术馆
位于太阳岛科技园区，是中国国家4A级旅游景区。

### 黑龙江月亮湾电视城
黑龙江月亮湾电视城座落于哈尔滨市松花江北岸月亮湾开发区，总占地面积为4.3万平方米，由黑龙江电视台兴建。1997年3月启动一期工程，主要目的仍以发展广播电视行业为主，工程于当年10月竣工，建成黑龙江省广播电视卫星地面站。二期工程决定进一步扩建成为黑龙江影视拍摄基地，同时建设了具有四星级标准设施的酒店项目，即目前的月亮湾电视城。

### 哈尔滨极地馆
哈尔滨极地馆是中国首家情景式极地主题乐园，位于太阳岛月亮湾，由大连圣亚旅游控股股份有限公司投资2亿元人民币兴建。哈尔滨极地馆以参与互动的方式展示了极地海洋动物600余种，1万余只。这些动物主要包括企鹅、北极熊、北极狼、海狮、鲸、鲨鱼、海豚等。

## 其他景区
除现代园林和主题公园这些城市风格的景观之外，太阳岛风景区内还有一些突出原始风光、自然生态的景区，主要包括原野风光区、红柳林、白桦林、野生鸟类观赏区、丁香山、塔头沼泽地、疏林草地、阳光浴场等。

### 原野风光区
原野风光区是湿地植物观赏景区，位于太阳岛北部及东部，总面积10.6平方公里，是国内最大、国际罕见的座落在城市中心的江漫滩型湿地景观。地型自然起伏平缓，以河滩沙洲、沼泽地，岗地及丘间洼地为地貌；北部岗地处于水淹没线以上，以大片疏林草地和人工松林为主，保持了典型的太阳岛原生湿地自然景观。现有野生植物300多种，其中包括基本禾本科、豆科、蔷薇科、蓼科和沙草科植物等种类，树木以榆、柳、桑、稠李为主。

### 红柳林
在原有大面积的灌木柳基础上，在太阳岛东区北部新开辟的观光游路沿线，大量栽种了红色茎干树种，如红瑞木、偃伏莱木等形成的红柳观赏景区。同时在沿金河沙地内还有沙棘、胡枝子、百里香等极耐旱的旱生植物。

### 白桦林
白桦林与红柳林以路相隔，位于观光游路的另一侧。同时林中衬有色彩不同的春季开花的植物，如暴马丁香、忍冬、茶条等。

### 野生鸟类观赏区
野生鸟类观赏区位于太阳岛风景区北部，面积56万平方米。在景区内适量种植了谷物、高粱、向日葵等农作物，为鸟类迁徙、觅食、繁殖创造了良好的自然生态条件。同时景区内设有鸟箱、鸟巢、取食盘等共600余个。在观赏区的水域内还放养了125只鸿雁、25只灰雁，在二环水系内放养鱼类，使太阳岛的生态环境得到极大的改善。

### 阳光浴场
阳光浴场是利用太阳岛风景区的地势及改造后的水系，在围堤外建设的天然野浴区，水域面积为6万平方米，总面积9万平方米。浴场周围种植了4万余株柳条通，形成风格独特的江滩野浴场所，再现了太阳岛传统的“三野”风情。